# Сун Нина
Сун Нина́ (кит. 宋妮娜, англ. Song Nina; р. 7 апреля 1980, Аньшань, провинция Ляонин, Китай) — китайская волейболистка, связующая. Чемпионка летних Олимпийских игр 2004 года.

## Биография
Волейболом Сун Нина начала заниматься в 1990 в юниорской команде провинции Ляонин, но позже была переведена в армейский клуб «Байи», за основной состав которого выступала на протяжении всей спортивной карьеры.
В 2001 году после неудачи сборной Китая на Олимпиаде-2000 в Сиднее, где китаянки выбыли из борьбы за медали уже на четвертьфинальной стадии, новый главный тренер национальной команды Чэнь Чжунхэ произвёл в ней серьёзные перестановки, связанные с привлечением в состав новых молодых игроков, в числе которых оказалась и Сун Нина, ставшая в сборной дублёром выдающейся связующей Фэн Кунь. За национальную команду спортсменка выступала на протяжении 6 сезонов и выиграла с ней «золото» Олимпиады-2004, Кубка мира 2003, Гран-при 2003, Всемирного Кубка чемпионов 2001, а также по два раза побеждала на Азиатских играх и чемпионатах Азии.

## Достижения

### Клубные
- чемпионка Китая 2002;
  - 5-кратный серебряный (2001, 2003—2005, 2008) и двукратный бронзовый (2000, 2010) призёр чемпионатов Китая.
- серебряный призёр клубного чемпионата Азии 2004.

### Со сборной Китая
- Олимпийская чемпионка 2004.
- победитель розыгрыша Кубка мира 2003.
- победитель розыгрыша Всемирного Кубка чемпионов 2001;
  - бронзовый призёр Всемирного Кубка чемпионов 2005.
- победитель Гран-при 2003;
  - двукратный серебряный призёр Гран-при - 2001, 2002, 2007.
- двукратная чемпионка Азиатских игр — 2002, 2006.
- двукратная чемпионка Азии — 2001, 2003.